# São Paulo Transporte
A São Paulo Transporte S/A (SPTrans) é a denominação adotada em 8 de março de 1995 para a Sociedade de Economia Mista controlada pelo município de São Paulo que tem por finalidade a gestão do sistema de transporte público por ônibus na cidade de São Paulo. É a razão social alterada da antiga Companhia Municipal de Transportes Coletivos (CMTC), cujo CNPJ original foi mantido.
Todas as linhas de ônibus são operadas por concessionárias, sob a supervisão da SPTrans, empresa de planejamento e gerenciamento do transporte coletivo. A SPTrans emite ordens de serviço de operação para cada linha, incluindo definição de trajetos, horários de operação e frota necessária. O pagamento da passagem pode ser efetuado em dinheiro ou pelo cartão denominado Bilhete Único. A empresa gerencia também os corredores de ônibus e terminais de ônibus do município.

## Códigos das linhas de ônibus

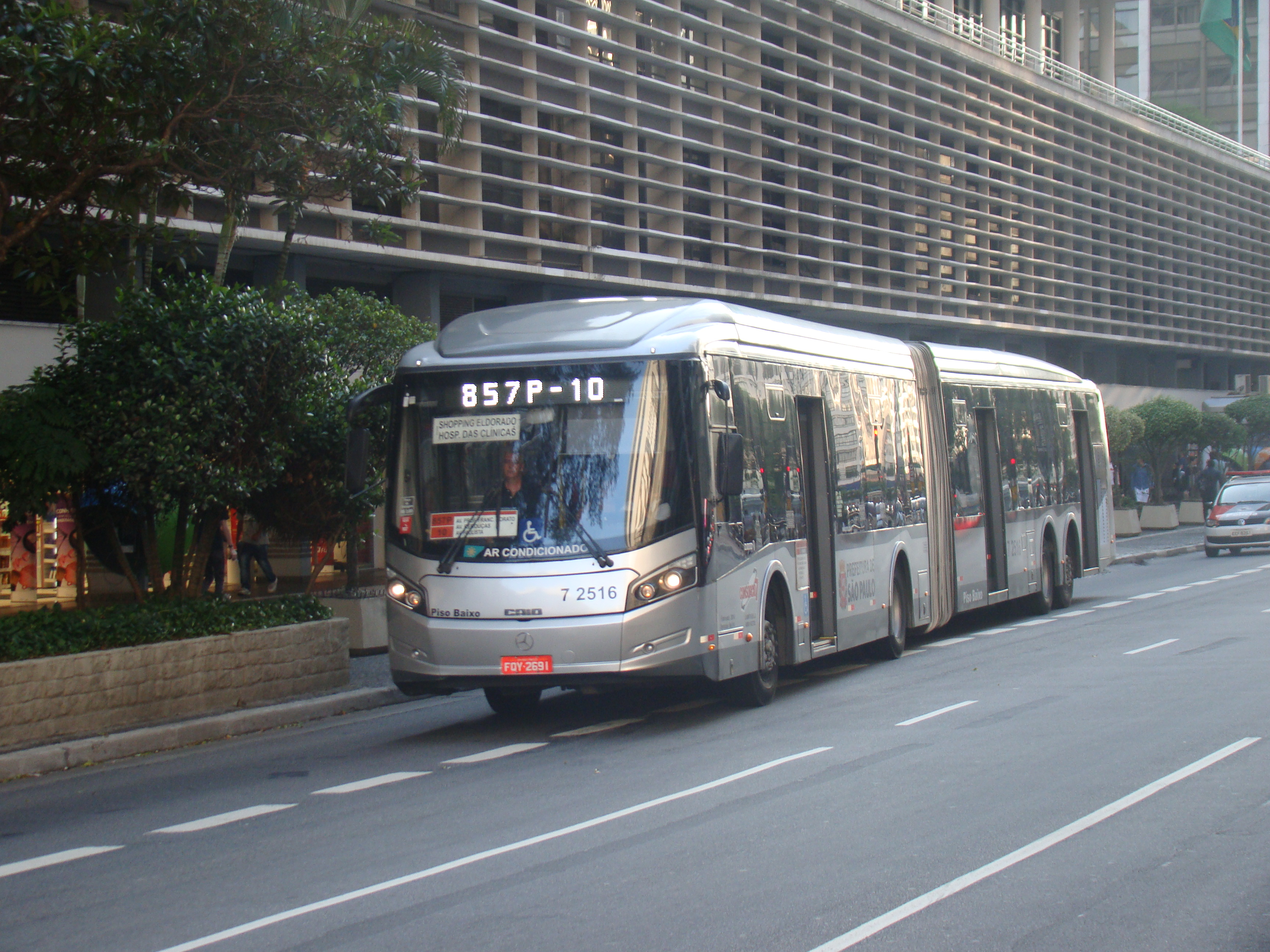
CAIO Millennium BRT da viação Campo Belo operando na Avenida Paulista, em São Paulo.

Os códigos das linhas de ônibus geridas pela empresa são dividas em quatro tipos, baseados na divisão de regiões da cidade pela empresa. Os tipos são as linhas Radiais, que ligam o centro à uma região, Inter-Regionais, que conectam duas regiões vizinhas sem passar pelo centro, Regionais, que são por inteiro em apenas uma região que não o centro, e linhas Diametrais, que ligam duas regiões não-vizinhas sem passar pelo centro.
As linhas Radiais e Regionais possuem 4 digitos, o primeiro indicando a região de origem da linha, o segundo sendo 0 se a linha for regional e 1-6 indicando onde a linha se separa da avenida principal da região, e os dois últimos números diferenciando linhas sem uma regra clara.
As linhas Inter-Regionais e Diametrais possuem 3 digitos e uma letra, o primeiro digito indicando o ponto inicial da linha, o segundo digito sendo 0 caso cruze o centro, 1-6 se não passa pelo centro e 7 caso passe por uma estação de metro, e o terceiro digito indica a região do ponto final da linha, com a letra servido apenas para diferenciar trajetos parecidos.
Além disso, os dois números após o hífen indicam o tipo de serviço da linha, com os números sendo
- 10 - Linha Base (linha principal, linha tronco)
- 11 - Linha Noturna (faz parte da rede de ônibus da madrugada)
- 21 a 29 - Retorno (opera apenas em parte do trecho da linha base, seja da metade até o fim ou do ínicio até a metade, normalmente é usada no horário de pico em linhas sobrecarregadas)
- 31 a 39 - Derivação (tem em geral o mesmo início e fim da linha base, mas deriva durante o trajeto)
- 41 a 49 - Bifurcação (percorre parte do trajeto da linha tronco, mas se bifurca após um determinado ponto, tendo seu ponto inicial ou final diferente da linha base)
- 51 a 59 - Prolongamento (segue além do ponto inicial ou final da linha base)

## Rede de Ônibus da Madrugada
A Rede de Ônibus da Madrugada é um serviço da SPTrans composto por 151 linhas noturnas de ônibus. Operando entre as 0h e 4h, a rede é composta por 50 linhas estruturais, que circulam em grandes corredores e em regiões centrais de São Paulo, e 101 linhas locais, que passam por bairros mais distantes do centro.
As linhas estruturais têm frequência de partidas de 15 minutos em ambos os sentidos, enquanto que as locais têm partidas a cada 30 minutos. Foi previsto que a Rede funcionaria com 454 veículos e reserva operacional de 88 coletivos para assegurar a pontualidade do serviço. Ao todo, são atendidos 32 terminais de ônibus do Município de São Paulo.
A operação das linhas da Rede de Ônibus da Madrugada, que se iniciou no dia 28 de fevereiro de 2015, é dividida entre empresas de transporte de oito áreas distintas do município. Algumas dessas viações também são responsáveis pelas linhas estruturais e locais da região central.

## Divisão dos lotes de empresas por área

Divisão dos lotes de empresas por área clique para ampliar

O atual modelo do transporte público municipal em São Paulo divide a cidade em nove áreas diferentes, sendo que para oito delas (1 - Noroeste, 2 - Norte, 3 - Nordeste, 4 - Leste, 5 - Sudeste, 6 - Sul, 7 - Sudoeste e 8 - Oeste) foram estabelecidos lotes para a distribuição das empresas e cooperativas que prestarão os serviços de transporte por ônibus, microônibus, vans e trólebus. A área 9 é a da Região Central da Cidade, que engloba todo o Centro Expandido de São Paulo, que não possui lotes específicos, de forma que não há nenhuma empresa ou cooperativa que atua especificamente nestes limites. As linhas que operam apenas dentro dos limites da área 9 são de responsabilidade de empresas das áreas 1 a 8, normalmente, a que fica mais próxima do ponto considerado como o inicial da linha (regra que comporta várias exceções).

### Consórcios
- Área 1 - Noroeste - Verde Claro: Santa Brígida, Gato Preto, Norte Buss, Spencer.
- Área 2 - Norte - Azul Escuro:  Sambaíba, Norte Buss, Spencer.
- Área 3 - Nordeste - Amarelo:  Metrópole Paulista, Transunião, Upbus.
- Área 4 - Leste - Vermelho:  Ambiental, AlliBus, Pêssego, Express.
- Área 5 - Sudeste - Verde Escuro:  Via Sudeste, Transunião, Move Buss.
- Área 6 - Sul - Azul: Viação Grajaú, Mobibrasil, Transwolff, A2.
- Área 7 - Sudoeste - Vermelho Escuro:  Campo Belo, Metrópole Paulista, Gatusa, Nova Paineira, KBPX, Transwolff.
- Área 8 - Oeste - Laranja: Transppass, Gato Preto, Alfa Rodobus.
- Desde 2020, a Transcap utiliza a cor Vermelho Escuro, mas faz parte da Área 8.
- Área 9 - Centro - Cinza: Sem empresa específica; atendida por todas.

## Subsistemas

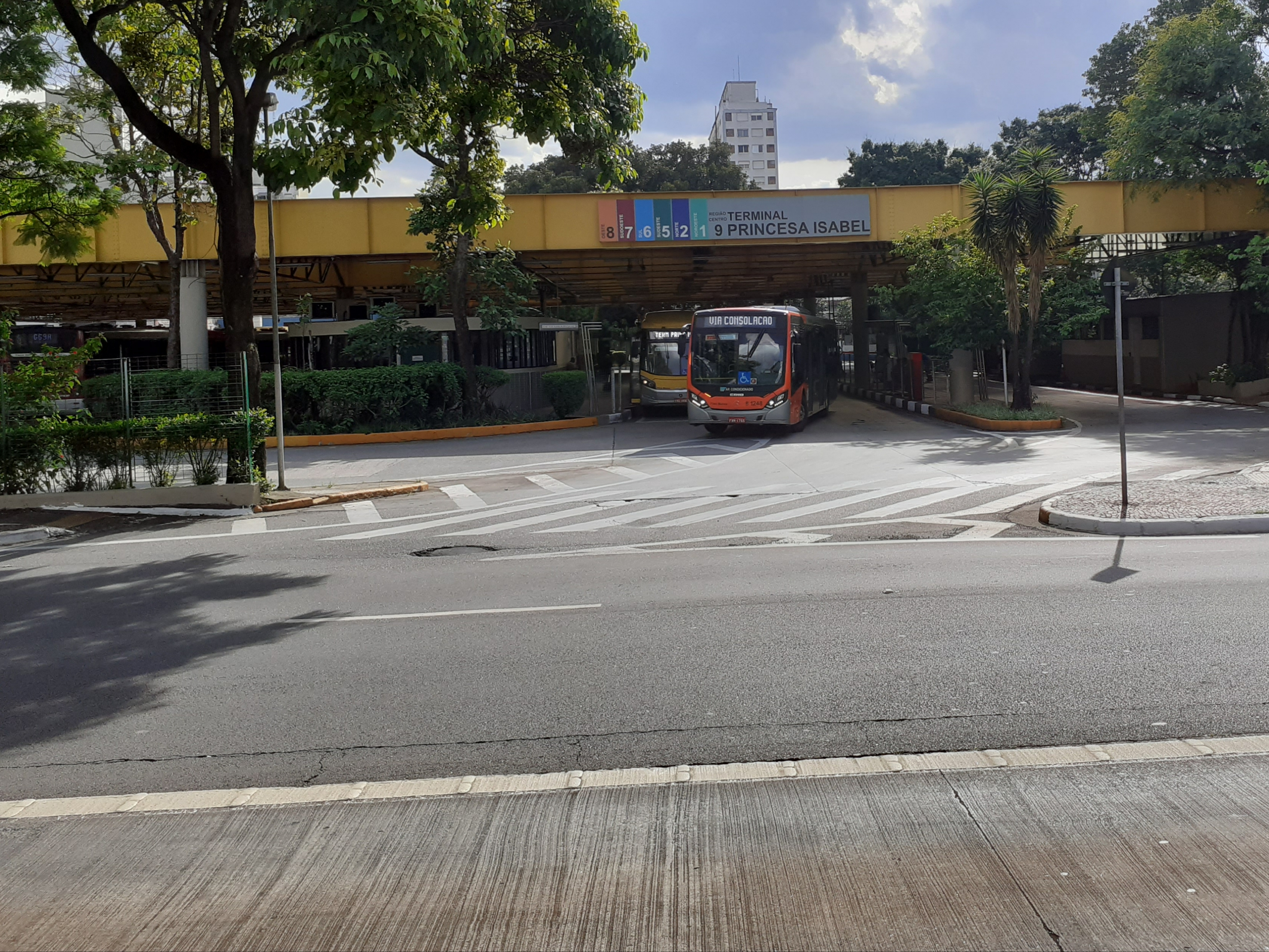
O Terminal Princesa Isabel, localizado no centro da cidade, é um dos principais terminais urbanos do município.

Os contratos de concessão, assinados em 6 de setembro de 2019, dividiram o sistema de transportes da cidade de São Paulo em três subsistemas:
- Subsistema estrutural: operado por ônibus maiores (padrons, articulados de 18 metros, superarticulados de 23 metros e biarticulados), une centralidades das regiões a outras centralidades, passando pelo centro. Normalmente, passam por corredores e grandes avenidas.[7][8]
- Subsistema local de articulação regional: operado por ônibus médios (básicos, padrons e até articulados em algumas linhas), liga bairros distantes, centralidades regionais e regiões diferentes, sem passar pelo centro.[7][8]
- Subsistema local de distribuição: operado por ônibus menores (miniônibus, midiônibus e básicos), liga os bairros aos terminais de ônibus e estações do Metrô e da CPTM.[7][8]